# Шольц, Кристиан
Кристиан Петрус Шольц (африк. Christiaan Petrus Scholtz, родился 22 октября 1970 в Стуттерхайме) — южноафриканский регбист, выступавший на позиции центра; чемпион мира 1995 года в составе сборной ЮАР.

## Биография
Окончил техническую школу Порт-Рекс. Выступал за команду провинции Трансвааль в Кубке Карри, Супер 10, Nite Series и Кубке Льва (англ. Lion Cup). В 1993 году номинирован на приз лучшему молодому игроку ЮАР. За сборную ЮАР провёл всего 4 игры с 1994 по 1995 годы, из них две на домашнем чемпионате мира против Канады и Самоа, на котором южноафриканцы праздновали свою первую в истории победу. Как минимум одну встречу сыграл за британский звёздный клуб «Барбарианс». Некоторое время выступал в регбилиг-клубах Австралии.
После регбийной карьеры со своей женой Соней занялся бизнесом в сфере антиквариата в Мелвилле, открыв сеть магазинов по продаже антиквариата. В 2008 году продал свою сеть магазинов, основав новую под названием Old Johannesburg Warehouse: компания занимается приобретением предметов старины из Северной Америки, Нидерландов, Аргентины, Венгрии и Франции и их последующей продажей на аукционах.